# KTX-산천
KTX-산천(KTX-山川, KTX-Sancheon) 또는 SRT(SR Train)는 한국철도공사와 에스알에서 각각 운용하는 고속철도 차량이다. 기존 KTX의 후계 차량이라는 점에서 초기에는 'KTX-II'로 불리었으나 한국철도공사의 공모전 결과 2010년 3월 1일 'KTX-산천'으로 명칭이 확정되었다. 차량은 한국철도공사가 직접 보유·운영하는 110000·140000호대, 한국철도공사가 보유하고 에스알이 이를 임대해서 운용하는 120000호대, 에스알이 직접 보유·운용하는 130000호대 등으로 구분된다. 시험차량 HSR-350x의 시험 결과를 반영하여 설계되었으며, 모든 차량이 현대로템에서 제작되었다. 현재 총 10량 71개 편성(710량)이 도입되었다.

## 성능
KTX-산천은 KTX, HSR-350x를 바탕에 두고 제작되었다. 따라서 해당 차량들로부터 바뀐 성능을 아래에 나열한다.

### KTX와의 차이점
- 주전동기를 동기전동기에서 현대로템에서 제작한 1,100 kW급 유도전동기 8개로 바꾸어 유지·보수의 간략화를 도모했다.
- KTX 차량이 마일드 스틸제 싱글 스킨 구조인데 비해, KTX-산천은 알루미늄제 더블스킨 구조를 채용하여 이에 따른 기밀성 강화와 소음 저감을 도모했다. 현대로템의 발표에 의하면 300 km/h 주행시 64 dB의 소음치를 달성했는데 이것은 KTX에 비해 2 dB 정도 낮은 수치다.
- 객차의 차폭이 2,904 mm에서 2,970 mm으로 확대되었다.
- 대차의 구조는 1차 현가 장치에 코일 스프링이 적용되었으며, 2차 현가 장치에는 코일 스프링, 공기 용수철, 안티 롤 바가 적용되어 있다.
- 공기 저항을 줄이기 위해 몸체는 산천어를 모티브로 유선형으로 제작되었다.

### HSR-350x과의 차이점
- 전력제어소자로 절연 게이트 양극성 트랜지스터(IGBT)를 사용한다. 고속철도 차량의 개념설계가 행해지고 있었던 1996년 당시 IGBT 출력이 1,100 kW에 달하는 주전동기 제어가 불가능해서, 전력제어소자로 대전력 제어가 가능한 게이트 턴 오프 사이리스터(GTO) 소자 중 효율이 높은 통합 게이트 정류 사이리스터(IGCT)를 사용하는 것으로 결정되었다. 그러나 HSR-350x의 시험운행 결과 IGCT의 비효율성이 드러났으며, 전력 전자공학 발달로 IGBT를 이용한 대전력의 제어가 용이해지면서 양산형 차량인 KTX-산천은 히트 파이프를 이용한 강제 냉각 방식의 IGBT 인버터 제어 방식을 채용하였다.
- 와전류제동이 제거되었다.

### 특이 사항
- 두 개의 편성을 한대로 붙여 운행하는 방식의 중련 운행이 가능하다. 특히 양쪽 선두부에 전공일체 자동연결장치를 적용해 수요에 따른 탄력적 운용이 가능하며, 경부선, 동해선, 경전선, 호남선, 전라선 등에서는 이를 이용한 중련 열차를 운행하고 있다. 중련 운행시 9, 10호차 없이 남측 편성의 차량번호가 11~18호차로 편성된다. 급전은 각 편성이 별도로 편성 후미가 되는 동력차의 집전장치를 사용한다. 2011년 5월 16일부터 2012년 11월 4일까지는 중련 운행이 일시 중단되기도 했다.[3]

## KTX-산천 110000호대

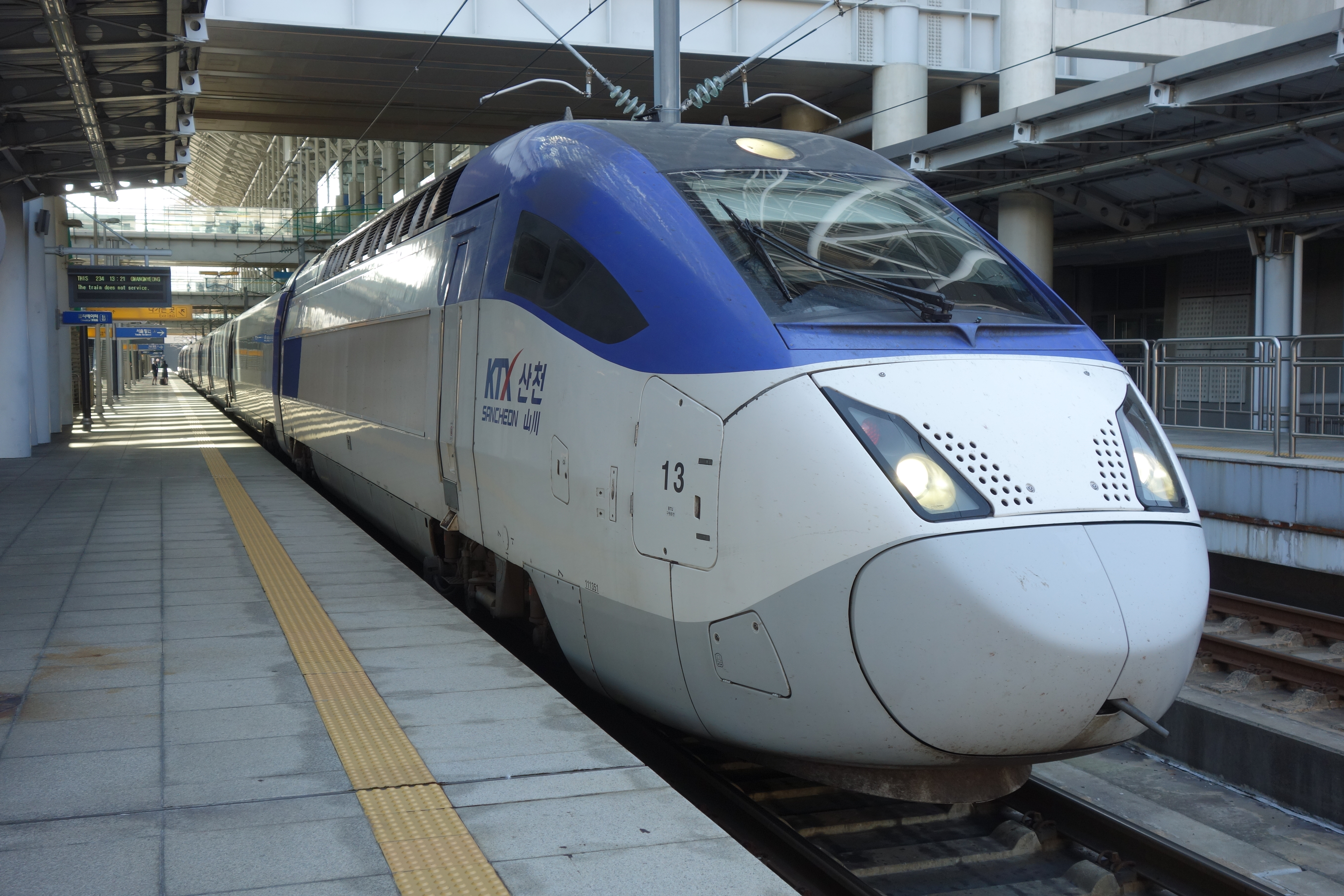
광명역에 대기중인 KTX-산천 113호기

2006년 6월 7일 현대로템과 납품 계약을 체결하여 24편성이 도입되었다. 완성된 첫 편성은 2008년 12월 1일 공개되었으며, 2009년 1월 19일 부산철도차량정비단으로 회송되었으나 동월 21일 공장으로 돌아갔고, 2월 23일 수도권철도차량정비단으로 회송되었다. 2009년 2월 23일부터 7월 16일까지 6편성, 2010년 3월 1일부터 10월 31일까지 13편성, 2012년 1월 30일부터 5월 24일까지 5편성이 도입되었으며, 한국철도공사는 시운전을 거쳐 2009년 10월 19일 서울역에서 열린 '타자! 기차를!' 발대식에서 정식으로 공개하였다. 현재 한국철도공사가 소유한 24편성 240량이 모두 영업 운행에 투입되었다. 차량 가격은 1편성 10량 기준 330억원이다.

### 실내 사양
- 일반실의 좌석간 거리가 980 mm로 50 mm가량 늘어나 쾌적성이 향상되었다.
- 모든 좌석이 회전 가능한 형태로 변경되었으며, 형태와 재질도 개량되었다.
- 간접조명을 채용해 개방감이 향상되었다.
- 특실용 좌석의 경우 자동 리클라이닝 기능이 추가되었으며, 최대 리클라이닝 각도는 기존 39도에서 43도로 향상되었다.
- 창유리가 기존 29 mm의 3겹에서 38 mm의 4겹로 두꺼워져 소음 차단효과와 안전성이 향상되었다.
- 특실 전 좌석과 일반실 8개소에 220 V 전원 콘센트가 설치되었다.
- 스낵바가 4호차에 설치되었다. 종전 식당차나 새마을호, 무궁화호 카페객차와 달리 노래방, 안마, PC방, 게임기 시설이 없으며 식탁도 1인용이 아닌 마주보기식으로 되어 있어 공간이 좁다. 현재는 좌석으로 개조되었다.

### 특이 사항
- 가속 성능이 향상되어, KTX의 6분 5초에 비해 49초 줄어든 5분 16초만에 정지상태에서 최고속도인 300 km/h까지 도달할 수 있게 되었다[4].
- 한국철도공사 전산망에서는 짧은줄표(-)를 넣어 KTX-산천으로 표기한다.
- 109호기가 특별 동차로 지정되어 있으며, 해당 차량은 영업 운전 시 1~2호차를 개방하지 않고 운행한다.
- 2016년 3월 11일 140000호대 도입과 함께 편성 번호가 1호기 내지 24호기에서 백의 자리 1이 추가된 101호기 내지 124호기로 개번되었다.

### 편성
| 객차번호 | 사용 용도             |
| -------- | --------------------- |
| 11XX51   | PC1(동력차)           |
| 11XX01   | T1(일반실·장애인석)   |
| 11XX02   | T2(일반실)            |
| 11XX03   | T3(특실)              |
| 11XX04   | T4(일반실·비즈니스실) |
| 11XX05   | T5(일반실)            |
| 11XX06   | T6(일반실)            |
| 11XX07   | T7(일반실)            |
| 11XX08   | T8(자유석)            |
| 11XX52   | PC2(동력차)           |

## SRT 120000호대

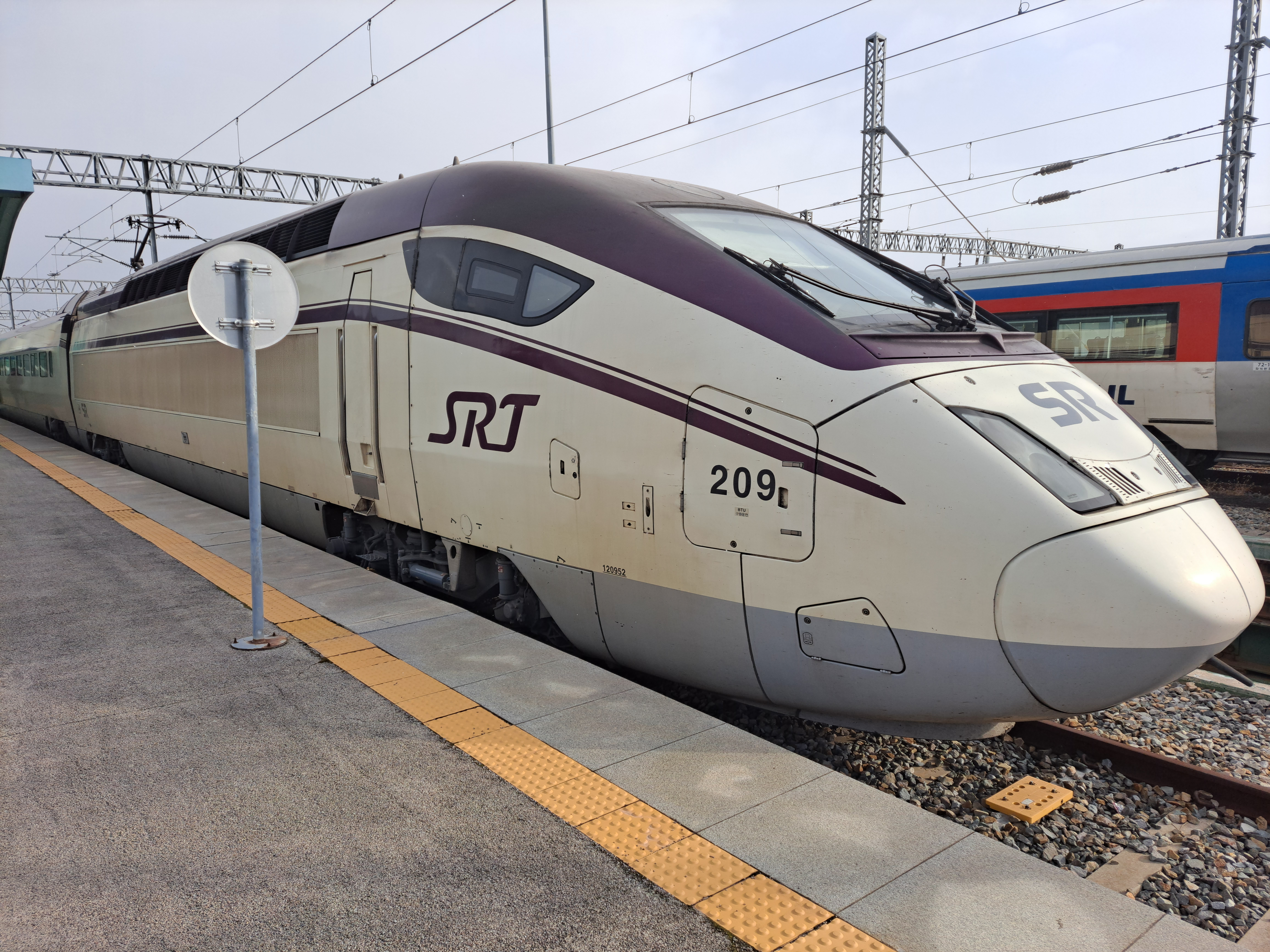
목포역에 정차중인 SRT 120000호대 열차 (209호기)

2015년 4월 2일 호남고속철도 개통과 함께 도입된 한국철도공사 소유의 고속철도 차량이며, 현재 에스알로 임대되어 운행중이다. 한국철도시설공단에서 2012년 2월 27일 현대로템과 납품 계약을 체결해 22편성(220량)이 제작되었고, 완성된 첫 편성이 2013년 8월 26일 공개되었다. 한국철도공사에서는 2015년 4월 2일부터 호남고속철도 개통과 함께 2016년 12월 8일까지 KTX_산천으로 영업 운행에 투입하였다. 이후 SRT 개통과 함께 2016년 12월 9일부터 에스알에 임대되면서 KTX_산천 명칭을 KTX_산천 140000호대에 내주고, SRT로 변경되었다. 정비는 호남철도차량정비단에 배속되어 시행한다. 차량 가격은 1편성 당 335억원이다.

### 성능
- 가속 성능이 향상되어, 정지 상태로부터 최고 속도인 300 km/h까지의 도달 소요 시간이 KTX 6분 5초, KTX-산천 110000호대 5분 16초보다 줄어든 4분 57초(거리 15.6km)다.[5][4]
- 감속 성능도 향상되어, KTX와 KTX-산천 110000호대가 300 km/h 주행에서 정지하기까지 3300 m 이내의 제동거리가 요구되는 데에 비해, 3000 m(69초)만에 정지할 수 있게 되었다.[5][4]
- 전기공급이 차단되더라도 공압에 의해 작동할 수 있는 스페어 와이퍼를 추가 설치하였다.
- 동력차와 객차를 연결하는 사이드버퍼의 헤드 연결부를 일체형으로 제작하여 강도와 안전성을 높였다.
- 만일의 장애에 대비하여 기존 차량보다 진단제어장치를 업그레이드 하였다.
- 먼지유입 방지를 위해 팬터그래프 제어기를 박스구조로 개선하였다.
- 공차중량이 10량 1편성 당 406톤으로 KTX-산천의 공차중량 403톤보다 증가하였다.
- 승차감이 향상되었다.[5]

### 특이 사항
- 단독창 방식을 채택하여 실내조망 크기를 유지하고 외부 노출면적은 줄여서 창문 파손을 최소화하였다.
- 2D곡면 유리를 채택하여 상의 일그러짐을 개선하고 시야를 확보하였다.
- 좌석 공간은 110000호대보다 20 mm 적은 960 mm이나 테이블을 위로 올려 여유 공간이 110000호대보다 57 mm 늘어나 무릎, 의자 사이의 거리는 200 mm가 되었다.
- 모든 좌석에 모바일용 전원 콘센트를 설치하였고, 객실 LED 조명 및 조도 조절 기능도 추가하였다.
- 방음재 추가적용으로 객실 소음 저감 등 편의성을 개선하였다.
- 승무원실과 방송실을 통합하여 공간을 재배치해 스낵바는 없으며 차내 도시락 서비스는 제공되지 않는 대신 자동 판매기가 설치되었다.
- 비즈니스실이 없으며 좌석 수는 110000호대보다 많은 410석[6]이다. 이는 이후 차량에도 적용된다.
- 전두부쪽 기적커버가 기존 산천과는 다른 모양으로 되어있다. 기존 산천의 기적커버는 구명이 몇개 뚫려있는 형태지만 120000호대부터는 일직선 모양으로 되어있다.

### 편성
| 객차번호 | 사용 용도           |
| -------- | ------------------- |
| 12XX51   | PC1(동력차)         |
| 12XX01   | T1(일반실·장애인석) |
| 12XX02   | T2(일반실)          |
| 12XX03   | T3(특실)            |
| 12XX04   | T4(일반실)          |
| 12XX05   | T5(일반실)          |
| 12XX06   | T6(일반실)          |
| 12XX07   | T7(일반실)          |
| 12XX08   | T8(자유석)          |
| 12XX52   | PC2(동력차)         |

## SRT 130000호대

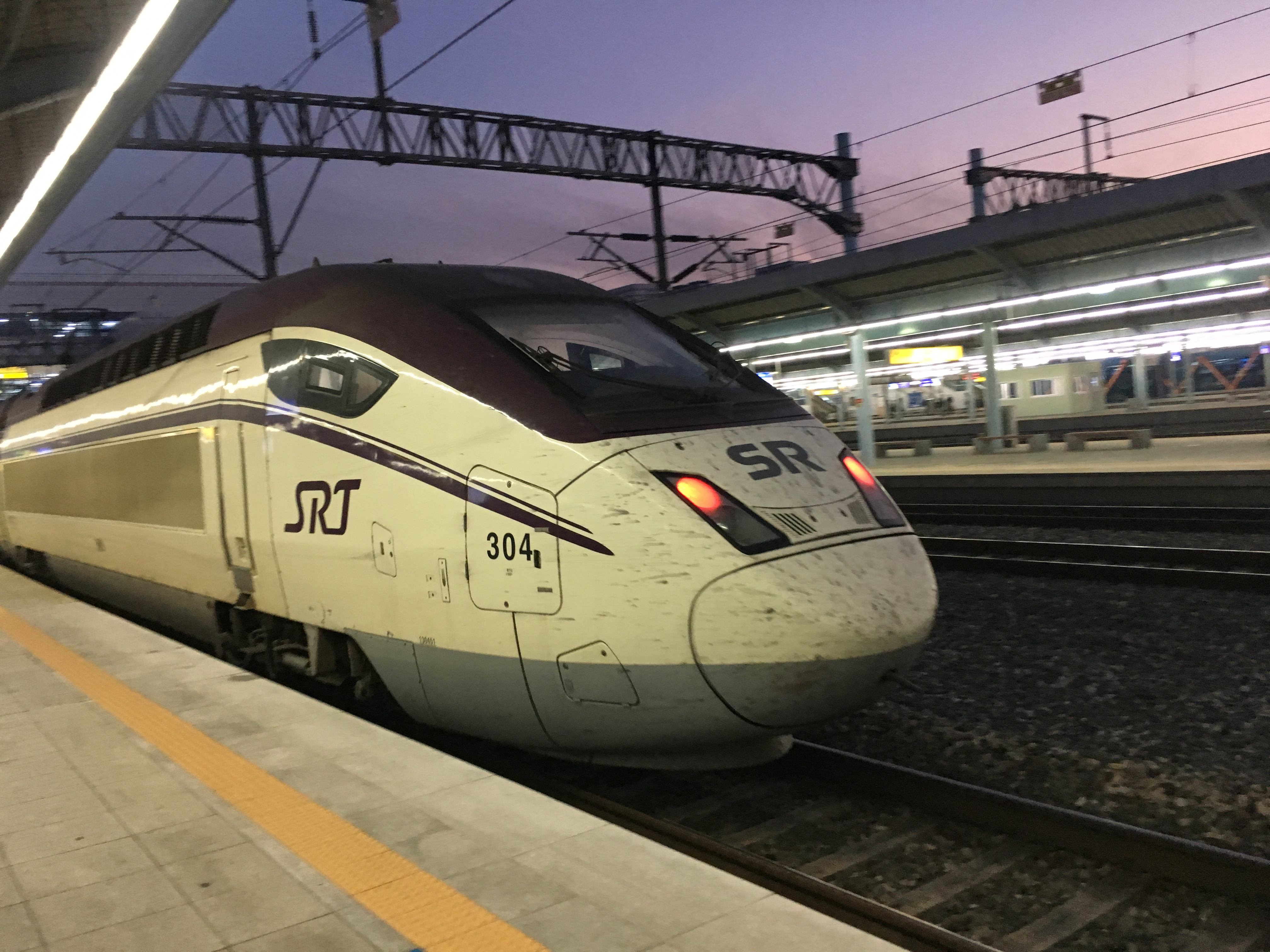
SRT 304호기

2016년 12월 9일 SRT 개통과 함께 도입된 에스알 소속 차량이다. 2014년 3월 19일 에스알과 현대로템이 납품 계약을 체결하였고, 2015년 10월 20일 완성된 첫 편성이 현대로템 창원공장에서 공개되었다. 2016년 12월 9일 SRT 개통과 함께 총 10개 편성(100량)이 영업 운행에 투입되었다. 정비는 한국철도공사 호남철도차량정비단에 배속되어 시행한다.

### 특이 사항
- 국내 최초로 특실에 항공기형 선반이 적용되었다.
- 차량번호의 경우에는 반입 당시에는 31~40호기로 구분하였으나, 현재는 301~310호기로 구분한다.

### 편성
| 객차번호 | 사용 용도                         |
| -------- | --------------------------------- |
| 13XX51   | PC1(동력차)                       |
| 13XX01   | T1(일반실·장애인석)               |
| 13XX02   | T2(일반실(장거리 고객용 객실))    |
| 13XX03   | T3(특실)                          |
| 13XX04   | T4(일반실(사회적 약자 우선 객실)) |
| 13XX05   | T5(일반실(유아동반실))            |
| 13XX06   | T6(일반실)                        |
| 13XX07   | T7(일반실)                        |
| 13XX08   | T8(일반실)                        |
| 13XX52   | PC2(동력차)                       |

## KTX-산천 140000호대

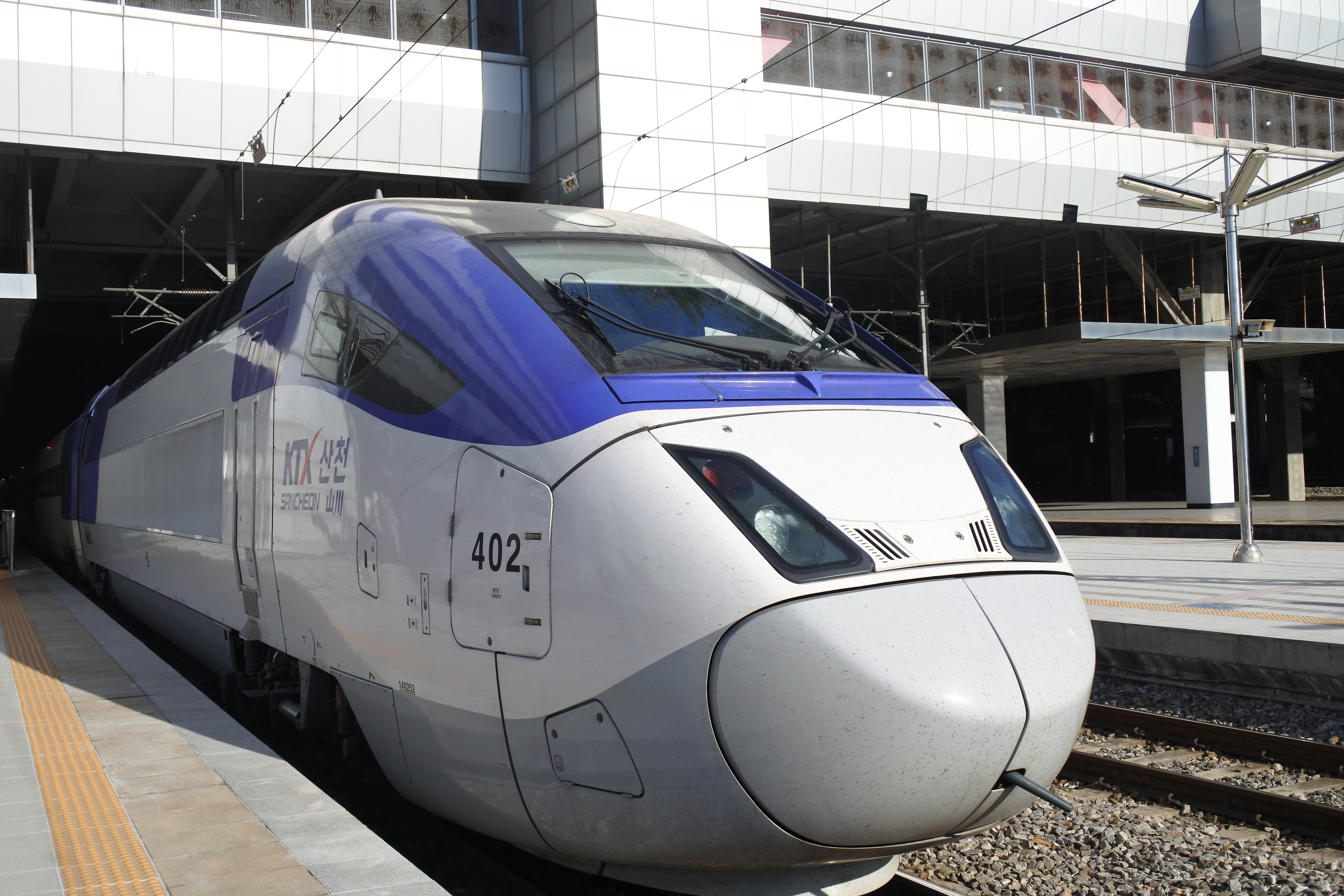
용산역에 대기중인 원강선 KTX-산천 402호기

2017년 12월 22일 강릉선 개통 및 2018년 동계 올림픽을 대비하여 도입된 고속철도 차량이다. 한국철도공사 전산에서는 기존 110000호대(KTX-산천)와 구분하기 위해 KTX-원강이라는 명칭을 사용했다. 2014년 3월 19일 한국철도공사와 현대로템이 납품계약을 체결하여 총 15편성 150량이 도입되었으며, 완성된 첫 편성이 2016년 3월 10일 현대로템 창원공장에서 공개되었다. 401호기는 2016년 3월 11일 수도권철도차량정비단으로 갑종회송되었고, 2016년 5월 27일부터 402호기를 시작으로 자력회송하였다. 현재 15개 편성이 도입되었다. 이중 412호기는 11월 4일 강릉선 KTX 시승식에 쓰였다. 차량 가격은 1편성 329억원이다. 기존 KTX-산천의 HID 램프에서 LED 램프로 교체되었고, 통유리에서 120000호대의 개별형으로 변경된 것이 특징이다. 또한 기존 산천에 쓰이던 디스크타입 IGBT가 단종되어 모듈형 스텍을 사용하였다. 기존 110000호대 산천과는 다르게 객실 측면에 출입문 표시등이 추가되었다. 2021년 8월 1일 KTX-이음 열차가 운행함에 따라 강릉선 운행에서 철수하였다.

### 편성
| 객차번호 | 사용 용도           |
| -------- | ------------------- |
| 14XX51   | PC1(동력차)         |
| 14XX01   | T1(일반실·장애인석) |
| 14XX02   | T2(일반실)          |
| 14XX03   | T3(특실)            |
| 14XX04   | T4(일반실)          |
| 14XX05   | T5(일반실)          |
| 14XX06   | T6(일반실)          |
| 14XX07   | T7(일반실)          |
| 14XX08   | T8(일반실)          |
| 14XX52   | PC2(동력차)         |

## 현황
현재 운행 중인 차량은 가독성을 높이기 위해 굵은 글씨로 표시하였다. 운행이 중지된 차량은 취소선을 표시하였다.
지금 현재 총 71개 편성 710량이 제작이며 차량 현황은 다음과 같다.

### 110000호대
총 24개 편성이 도입되었으며, 24개 편성이 운행 중에 있다.
| 차호     | 도입 시기 | 운행 중단 시기 | 비고 |
| -------- | --------- | -------------- | --- |
| 101 호기 | 2009년    | 운행 중        | 2009년 1월 19일(월) 부산철도차량정비단으로 회송되었다가 21일(수) 공장으로 복귀하였다. 동년 2월 17일(화) 수도권철도차량정비단으로 도입되었다. |
| 102 호기 | 2009년    | 운행 중        | 2010년 3월 2일 KTX-산천 최초로 영업운전을 시작했다.                                                                                          |
| 103 호기 | 2009년    | 운행 중        | 특별 동차였다. 2011년 2월 11일 일직터널 열차 사고로 인해 수리 및 일반 객실로 환원 작업 완료후 다시 운행 중이다.                              |
| 104 호기 | 2009년    | 운행 중        | 2009년 제작되고 반입되었다. 2023년에 천안아산역 사상 사고 차량이다. 코레일톡 객실내 미리보기 촬영차량                                        |
| 105 호기 | 2009년    | 운행 중        | 2009년 10월 13일 KTX-산천 최초 시승 열차로 서울역부터 행신역까지 운행한 이력이 있다. 2023년에 멧돼지 충돌 사고 차량이다.                     |
| 106 호기 | 2009년    | 운행 중        | KTX-산천 개통식 당시 운행 차량 |
| 107 호기 | 2010년    | 운행 중        | 2009년에 제작되었으나, 2010년에 반입되었다.                                                                                                  |
| 108 호기 | 2010년    | 운행 중        | |
| 109 호기 | 2010년    | 운행 중        | 대통령 특별 동차이다. KTX 36호기의 귀빈 객실을 해당 편성으로 이전하여 운용 중이다.                                                           |
| 110 호기 | 2010년    | 운행 중        | |
| 111 호기 | 2010년    | 운행 중        | |
| 112 호기 | 2010년    | 운행 중        | |
| 113 호기 | 2010년    | 운행 중        | 2018년에 영등포역에서 고장 이력이 있었다. |
| 114 호기 | 2010년    | 운행 중        | 고모역 인근 탈선사고 이력이 있다. |
| 115 호기 | 2010년    | 운행 중        | 2021년에 오송역 고장, 2023년 덕양역 사상 사고 차량이다.                                                                                      |
| 116 호기 | 2010년    | 운행 중        | |
| 117 호기 | 2010년    | 운행 중        | 트룻트 가수 임영웅 데뷔 6주년 랩핑(2022년 8월 1일~9월 5일)                                                                                   |
| 118 호기 | 2010년    | 운행 중        | 여수시 랩핑(2022년) 전국 체육대회 랩핑 (2023년)                                                                                              |
| 119 호기 | 2010년    | 운행 중        | 영화 슈퍼배드4 홍보랩핑 (2024년) |
| 120 호기 | 2012년    | 운행 중        | 2012년 1월 30일(월) 최초 상경했으나 KTX-산천 리콜 사태로 2월 10일(금) 공장으로 복귀하였다. 동년 4월 2일(월) 재반입되었다.                    |
| 121 호기 | 2012년    | 운행 중        | 2011년에 제작되었으나, 2012년에 반입되었다.                                                                                                  |
| 122 호기 | 2012년    | 운행 중        | 2011년에 제작되었으나, 2012년에 반입되었다.                                                                                                  |
| 123 호기 | 2012년    | 운행 중        | 2024년 4월 18일 서울역 구내 추돌 사고차량 |
| 124 호기 | 2012년    | 운행 중        | 2011년에 제작되었으나, 2012년에 반입되었다.                                                                                                  |

### 120000호대
총 22개 편성이 도입되었으며, 2023년 기준 모든 편성이 운행 중에 있다.
| 차호     | 도입 시기 | 운행 중단 시기 | 비고 |
| -------- | --------- | -------------- | --- |
| 201 호기 | 2013년    | 운행 중        | 유일하게 2013년에 반입되었다. |
| 202 호기 | 2014년    | 운행 중        | 2013년 제작되었으나, 2014년에 반입되었다.                                                                                                |
| 203 호기 | 2014년    | 운행 중        | 대전조차장역 부근에서 탈선하였다. 현재 수리가 완료되었으며, 2022년 12월 28일부터 다시 운행 중이다.                                       |
| 204 호기 | 2014년    | 운행 중        | |
| 205 호기 | 2014년    | 운행 중        | |
| 206 호기 | 2014년    | 운행 중        | 2020년 5월 2일 기지 내에서 시운전 도중 차막이에 충돌하여 동력차 1량이 일부 파손, 수리 완료 후 시운전을 거쳐 2022년 1월 2일에 복귀하였다. |
| 207 호기 | 2014년    | 운행 중        | 2022년에 구미역 고장 이력이 있었다. |
| 208 호기 | 2014년    | 운행 중        | |
| 209 호기 | 2014년    | 운행 중        | 2023년에 천안아산역 고장 이력이 있었다.                                                                                                  |
| 210 호기 | 2014년    | 운행 중        | 2018년에 대전역 고장 이력이 있었다. |
| 211 호기 | 2014년    | 운행 중        | |
| 212 호기 | 2014년    | 운행 중        | |
| 213 호기 | 2014년    | 운행 중        | |
| 214 호기 | 2014년    | 운행 중        | |
| 215 호기 | 2014년    | 운행 중        | |
| 216 호기 | 2014년    | 운행 중        | 2018년에 대전역 고장 이력이 있었다. |
| 217 호기 | 2014년    | 운행 중        | |
| 218 호기 | 2014년    | 운행 중        | 2018년에 오송역 고장 이력이 있었다. |
| 219 호기 | 2015년    | 운행 중        | 2014년 제작되었으나, 2015년에 반입되었다.                                                                                                |
| 220 호기 | 2015년    | 운행 중        | |
| 221 호기 | 2015년    | 운행 중        | |
| 222 호기 | 2015년    | 운행 중        | |

### 130000호대
총 10개 편성이 도입되었으며, 모든 편성이 운행 중에 있다.
| 차호     | 도입 시기 | 운행 중단 시기 | 비고                                                                            |
| -------- | --------- | -------------- | ------------------------------------------------------------------------------- |
| 301 호기 | 2015년    | 운행 중        |                                                                                 |
| 302 호기 | 2015년    | 운행 중        |                                                                                 |
| 303 호기 | 2015년    | 운행 중        |                                                                                 |
| 304 호기 | 2016년    | 운행 중        | 2015년에 제작되었으나, 2016년에 반입되었다. 2018년에 구미역 고장 이력이 있었다. |
| 305 호기 | 2016년    | 운행 중        |                                                                                 |
| 306 호기 | 2016년    | 운행 중        |                                                                                 |
| 307 호기 | 2016년    | 운행 중        |                                                                                 |
| 308 호기 | 2016년    | 운행 중        |                                                                                 |
| 309 호기 | 2016년    | 운행 중        | 동력차 앞부분이 KTX-산천 파란색으로 바뀌었다.                                   |
| 310 호기 | 2016년    | 운행 중        |                                                                                 |

### 140000호대
총 15개 편성이 도입되었으며, 이 중 사고로 인하여 폐차, 보관된 408호기를 제외한 모든 편성이 운행 중에 있다.
| 차호     | 도입 시기 | 운행 중단 시기 | 비고 |
| -------- | --------- | -------------- | --- |
| 401 호기 | 2016년    | 운행 중        | 2016년 3월 11일(금) 출고되어 수도단으로 유일하게 갑종회송되었다. |
| 402 호기 | 2016년    | 운행 중        | 2016년 5월 27일(금) 출고되었으며, 여기서부터는 마산역에서 기관차와 분리 후 수도단으로 자력 회송하였다.                                                                   |
| 403 호기 | 2016년    | 운행 중        | 남산IEC 인근에 고장 이력이 있었다. |
| 404 호기 | 2016년    | 운행 중        | |
| 405 호기 | 2016년    | 운행 중        | 코레일톡 객실내 미리보기 촬영차량 |
| 406 호기 | 2016년    | 운행 중        | |
| 407 호기 | 2016년    | 운행 중        | 호남철도차량정비단 구내에서 시운전 출고를 하다가 궤도이탈한 이력이 있다.                                                                                                 |
| 408 호기 | 2016년    | 2018년         | KTX 강릉선 탈선사고 당시 사고 열차로, 수도단으로 회송된 후 수리 불가 판정을 받아 2023년에 조기 폐차되었다. 2024년에 보관하였다.                                          |
| 409 호기 | 2017년    | 운행 중        | 2022년 1월 5일(수) 영동터널 인근 운행중 탈선사고가 발생한 적이 있었으나, 수리를 받고 2022년 7월 22일(금)부터 다시 운행 중이다. 2016년 제작되었으나, 2017년에 반입되었다. |
| 410 호기 | 2017년    | 운행 중        | |
| 411 호기 | 2017년    | 운행 중        | |
| 412 호기 | 2017년    | 운행 중        | 2017년 11월 4일 강릉선(서울~강릉) 시승식 열차에 투입되었다. |
| 413 호기 | 2017년    | 운행 중        | |
| 414 호기 | 2017년    | 운행 중        | |
| 415 호기 | 2017년    | 운행 중        | |

## 논란•사건 및 사고
KTX-산천은 2010년 3월 투입 이후부터 1년 사이에 40여건에 이르는 크고 작은 고장이 지속적으로 발생하였다.
특히 용산발 목포행 401열차의 잔고장에 관심이 쏠리고 있다. 이와 관련하여 운영사인 한국철도공사와 제작사인 현대로템 관계자는 영업개시 직후 평균 10일에 한번 꼴로 발생하는 KTX-산천의 잇따른 사고에 대해 도입 초기 상태여서 발생한 일이며, 기계 특성상 2년에서 3년 정도의 안정화 기간이 필요하다 보니 추가적인 사고가 불가피할 것이라 전망하고 있으나 현장에서는 KTX-산천 자체에 문제가 있는 것이라는 주장이 있다. 또한 시험 운행중 120000호대 차량의 변압기가 3차례나 터지는 사고가 발생하였고, 호남고속철도 개통 당일날 용산발 목포행 #515 열차(120000호대 열차)가 주행중 워셔액 주입구가 열리는 사고가 발생했다.

### 일직터널 KTX 열차 탈선 사고
2011년 2월 11일에는 부산역을 출발하여 광명역으로 가던 KTX-산천 제224열차 10량 중, 후미 6량이 광명역 약 500여m를 앞두고 탈선하는 사고가 발생하였다. 해당 열차의 이용고객 149명은 10여 분을 걸어 터널을 빠져나왔으며, 인명 피해는 없는 것으로 전해졌다. 또한 해당 편성은 특별 동차 편성임이 밝혀지기도 했다.

### 한국철도공사의 리콜 요청
2011년 5월 7일, 고양차량사업소에서 KTX-산천 102호기의 운행을 앞두고 사전 검수를 하던 도중 모터감속기에서 균열이 발견되었다. 모터감속기는 모터블록의 동력을 제어하는 주요 구성 장치이다. 이 외에도 신호 장치와 고압회로, 모터블록 등의 장치가 빈번하게 고장이 발생하자, 한국철도공사에서는 제작사인 현대로템에 사실상의 리콜을 요청하였다. 같은 해 8월 9일에는 한국철도공사가 제작사인 현대로템을 상대로 잔고장을 일으킨 KTX-산천에 대해 피해구상 소송을 내기로 했다. 한국철도공사 KTX-산천 운행 개시 이후 차량 자체의 결함으로 말미암은 한국철도공사의 안전 신뢰도 하락 및 이미지 실추에 대해, 모두 11억 2000여만원의 피해구상 청구 소송을 냈다.

## 사진

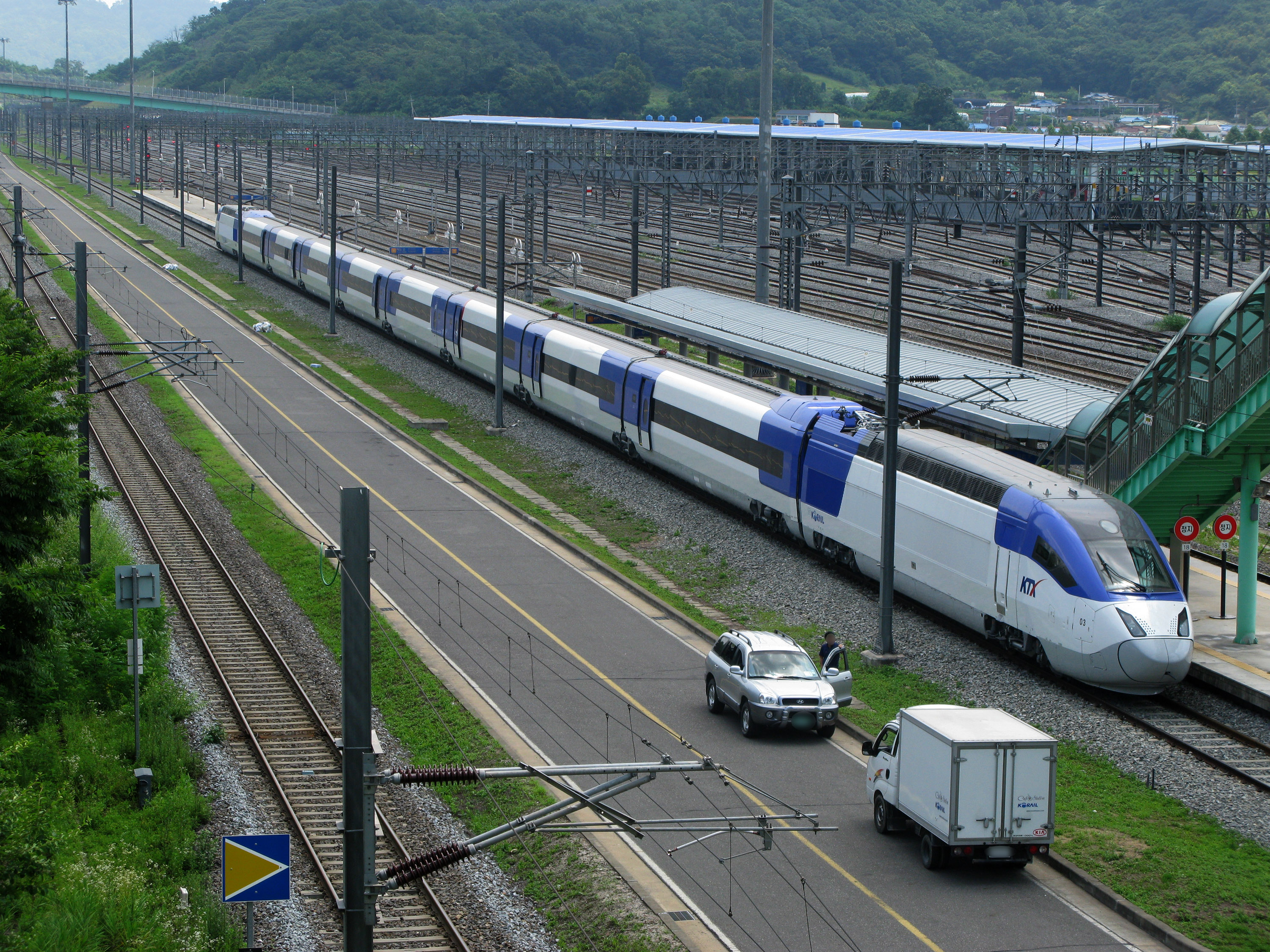
행신기지 내에서 대기 중인 KTX-산천 103호기
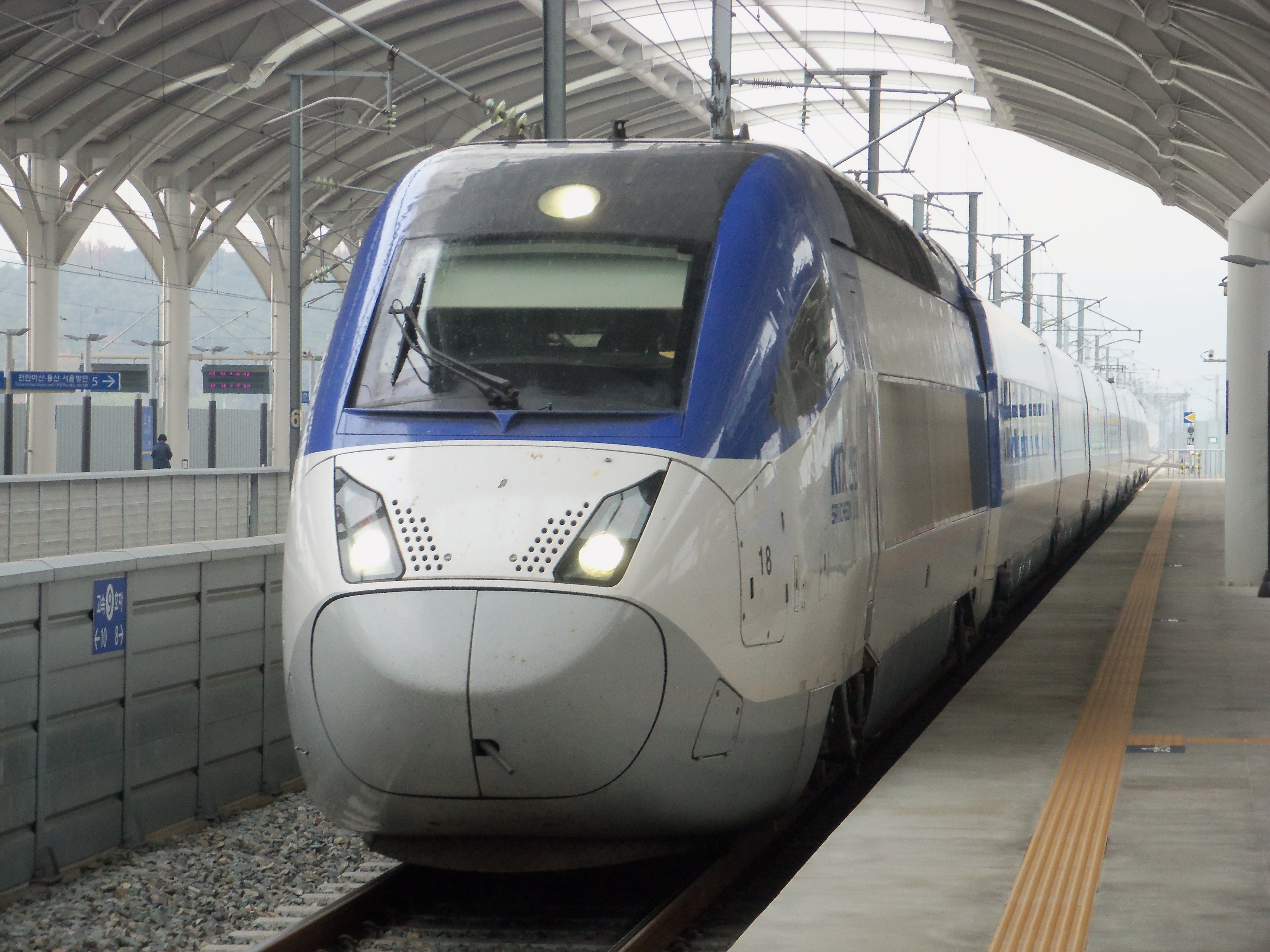
오송역으로 진입중인 KTX-산천 118호기
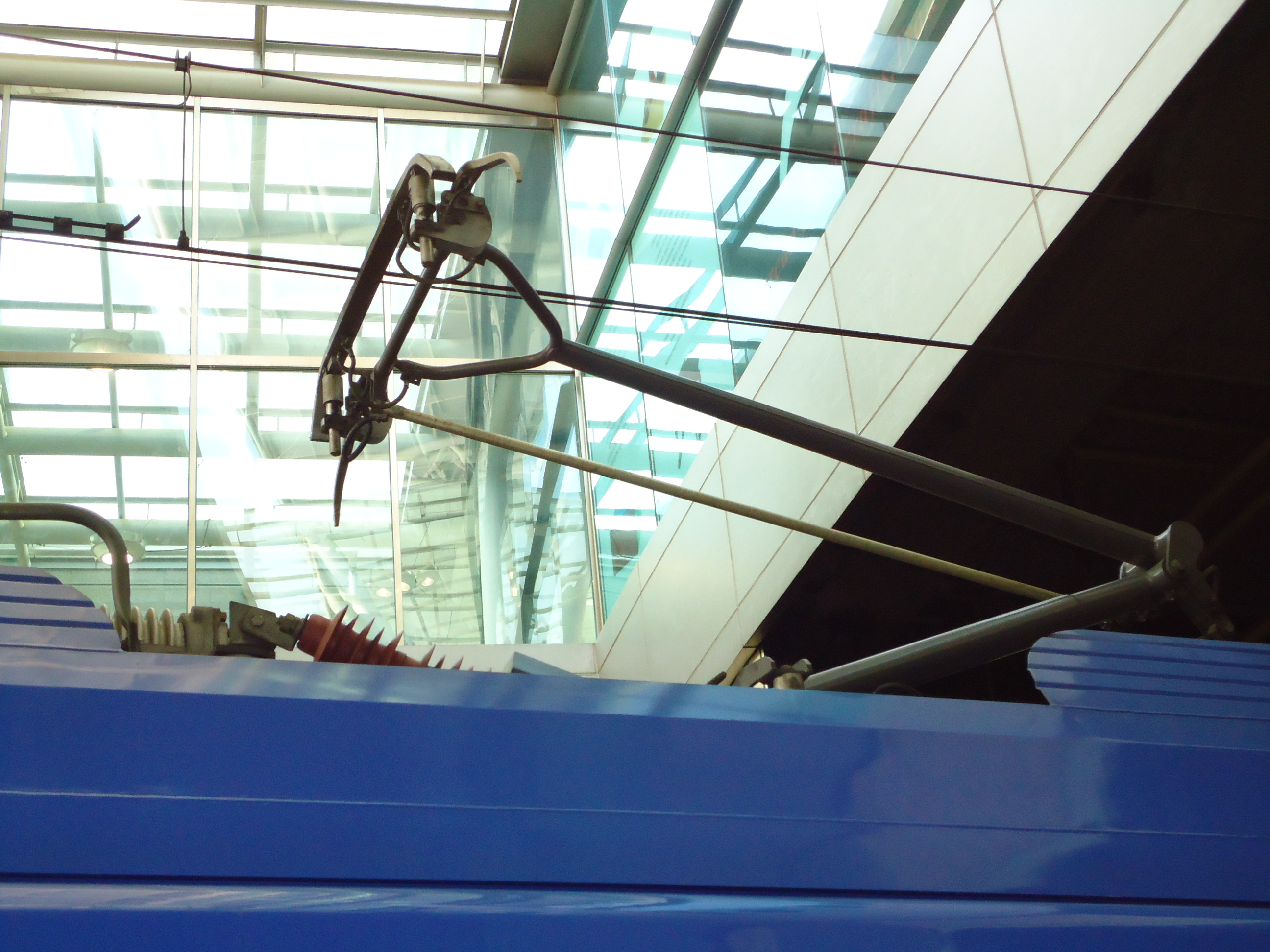
집전장치
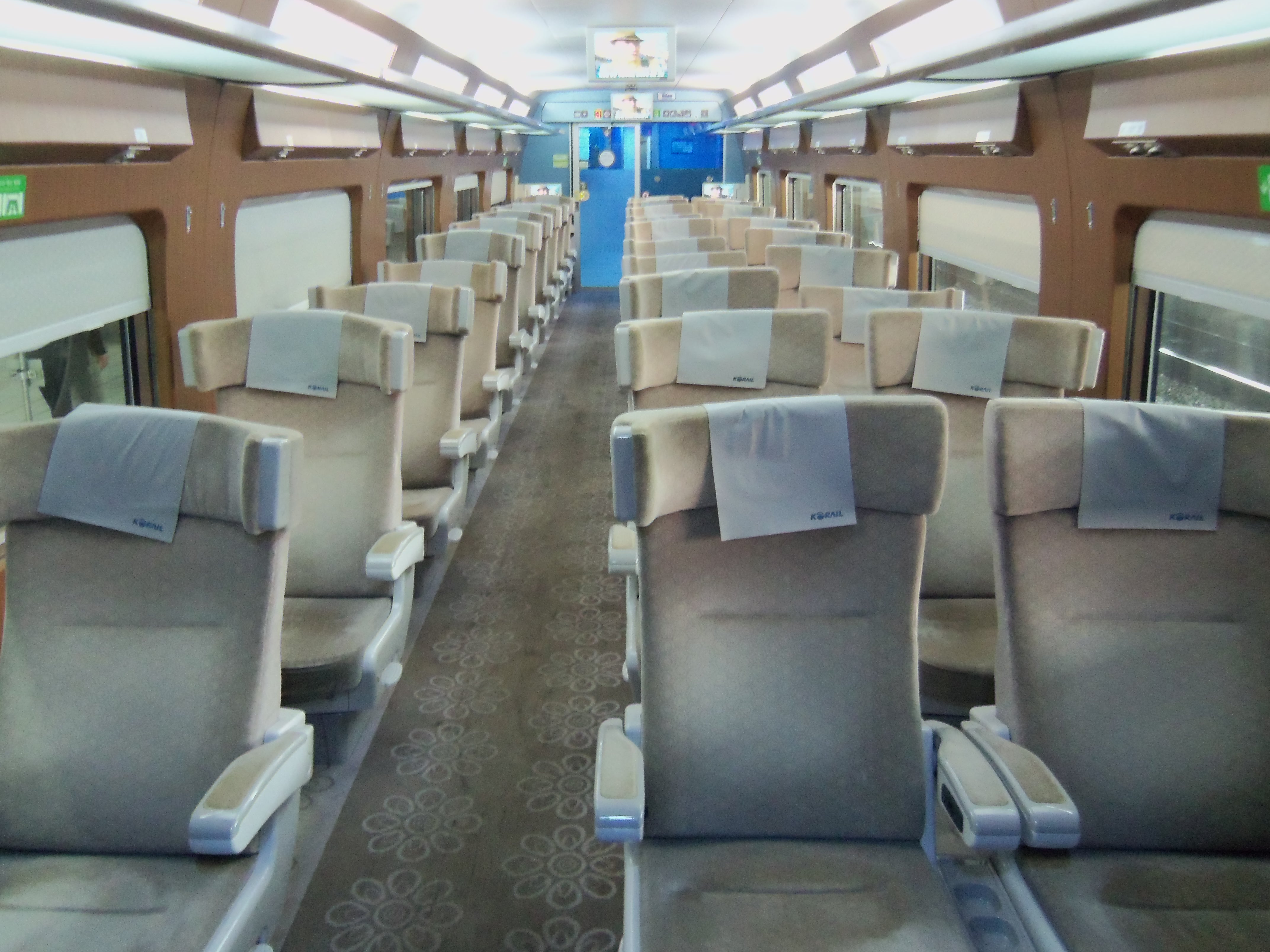
KTX-산천 특실 내부
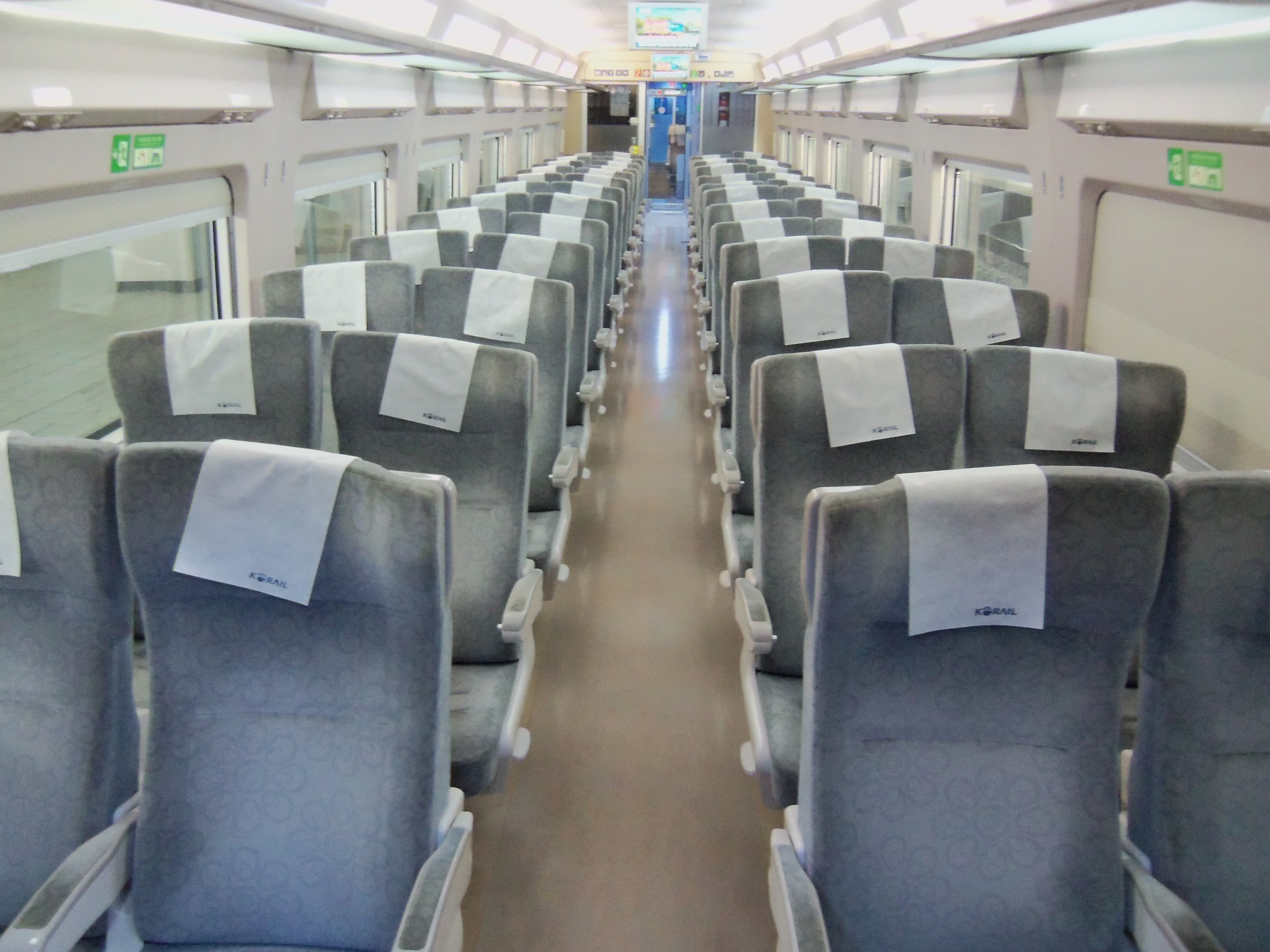
KTX-산천 일반실 내부
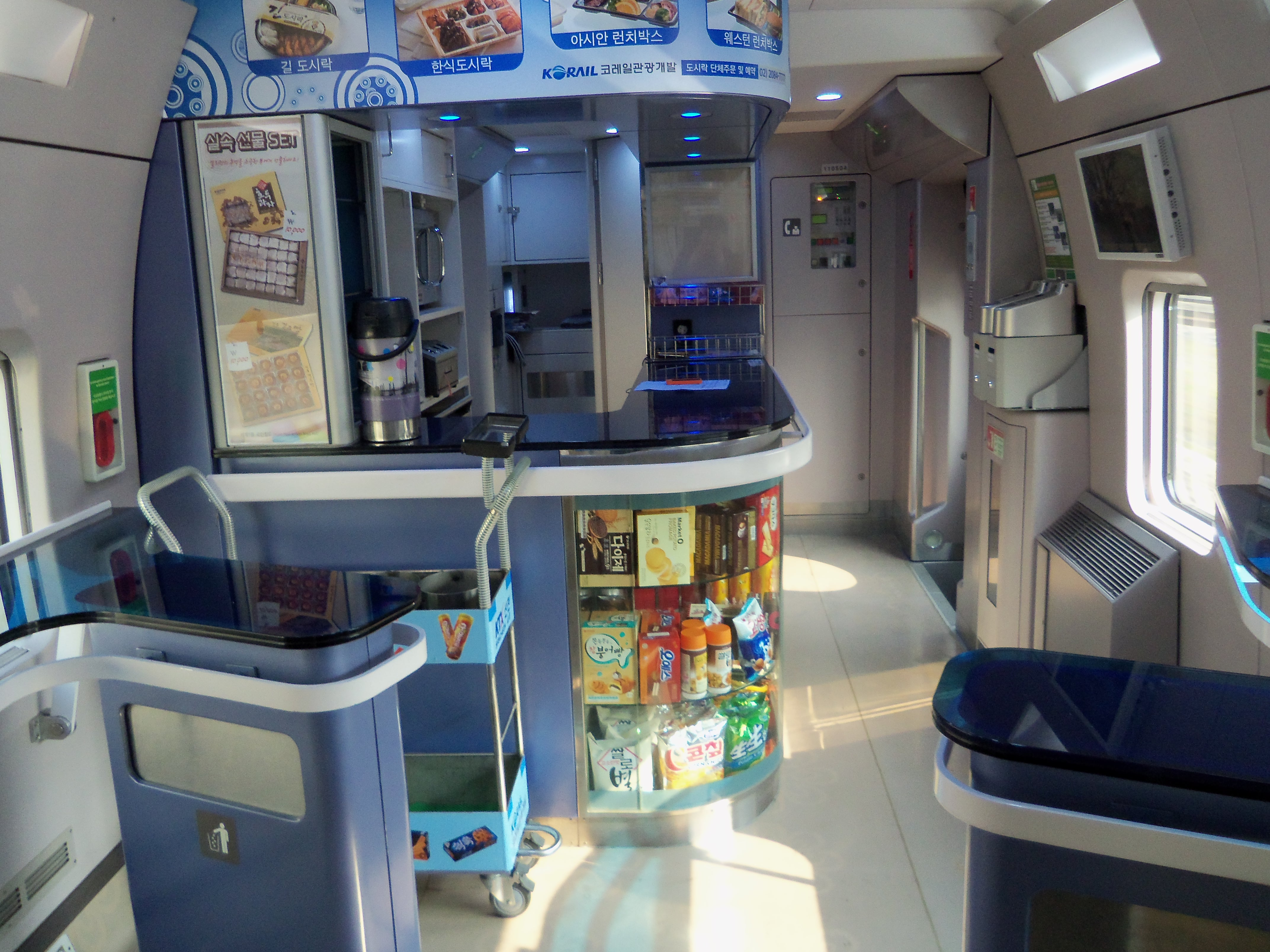
KTX-산천 스낵바 내부 (현재는 철거 및 좌석 개조 전)
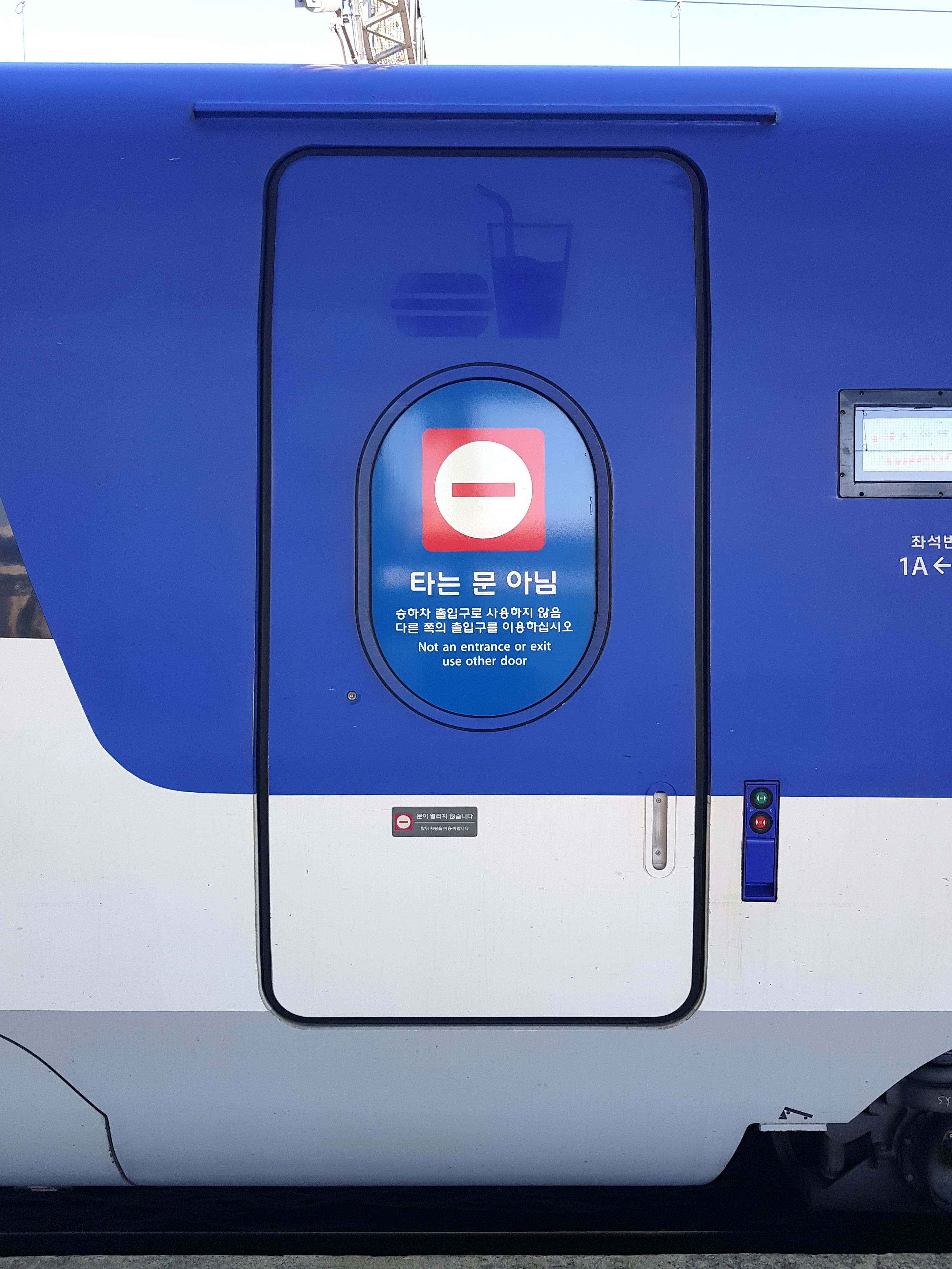
KTX-산천 스낵바 물품 반입구(철거 및 좌석개조 후)
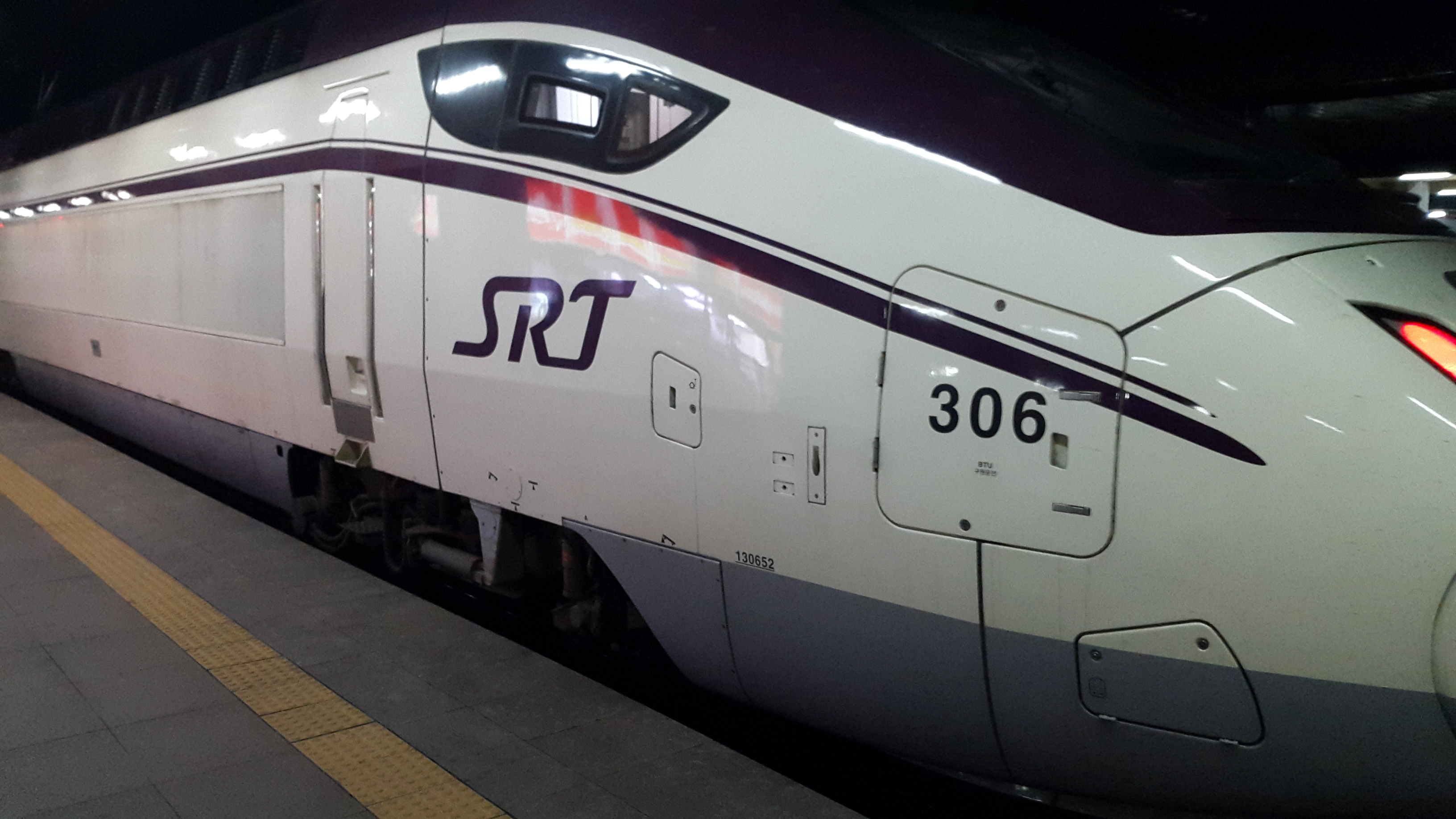
동대구역에 정차한 SRT 306호기
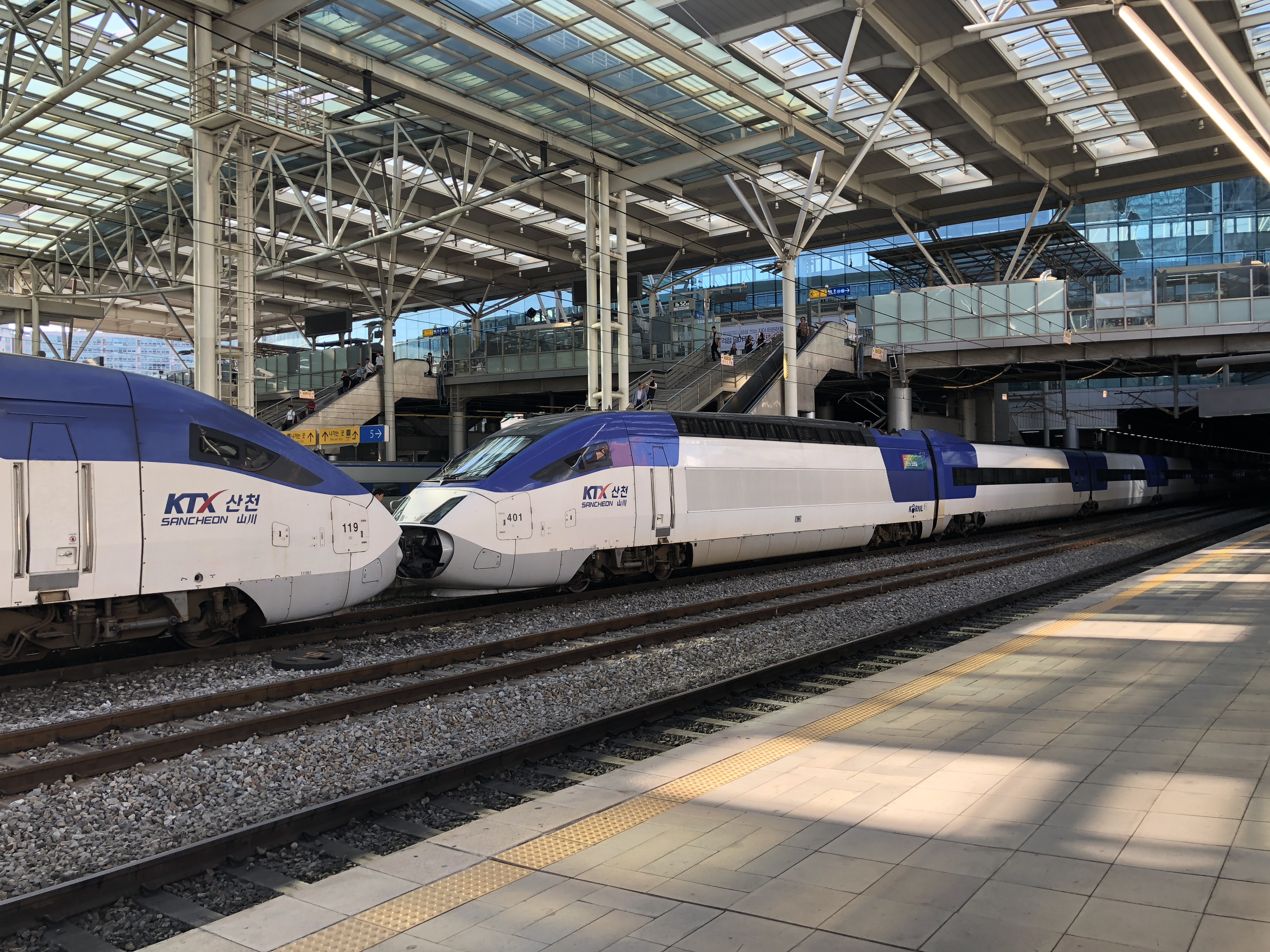
서울역의 KTX-산천 119호기와 401호기 중련편성

## 같이 보기
- KTX
- SRT
- HSR-350X
- HEMU-430X